# گیم آواردز ۲۰۱۷
جوایز بازی ۲۰۱۷ (انگلیسی: The Game Awards 2017) مراسم انتخاب بهترین بازی ویدئویی در سال ۲۰۱۷ می باشد که در تئاتر مایکروسافت در لس آنجلس در تاریخ ۷ دسامبر ۲۰۱۷ برگزار شد. پخش زنده این مراسم در سراسر جهان نزدیک به ۱۲ میلیون بیننده داشت. بازی افسانه زلدا: نفس وحش بهترین بازی سال ۲۰۱۷ اعلام شد. بیشترین تعداد جایزه نیز در اختیار همین بازی و به طور مشترک هل‌بلید: پیشکش سنوئا با سه جایزه می باشد.

## بازی های معرفی شده
در ابتدای مراسم چند بازی که در سال آینده قرار به انتشار آن وجود داشت تحت عنوان پیش نمایش معرفی شدند که این بازی ها به شرح ذیل بودند.
- بایونتا وبایونتا ۲ (نسخه نینتندو)
- دث استرندینگ
- دیریمز
- فورتنایت
- افسانه زلدا: نفس وحش بسته الحاقی
- مترو اکسدس
- پلیرآن‌ناونز بتل‌گراندز
- سول کالیبر ۶
- یک راه خروج
- جنگ جهانی زد

## نامزدهای جوایز اصلی
| بهترین بازی سال | بهترین کارگردانی |
| --- | --- |
| - افسانه زلدا: نفس وحش – نینتندو - هورایزن زیرو داون – گوریلا گیمز/ سونی اینتراکتیو اینترتینمنت - پرسونا ۵ – اتلوس - پابجی – پاپجی کورپوریشن - سوپر ماریو ادیسه – نینتندو                                                                                   | - افسانه زلدا: نفس وحش – نینتندو‡ - هورایزن زیرو داون – گوریلا گیمز/ سونی اینتراکتیو اینترتینمنت - رزیدنت ایول ۷: بایوهزرد – کپ‌کام - سوپر ماریو ادیسه – نینتندو - ولفنشتاین ۲: غول جدید – مشین‌گیمز                                                 |
| بهترین داستان | بهترین کارگردان هنری |
| - آنچه از ایدث فینچ باقی می ماند – آناپورنیا اینتراکتیو - هل‌بلید: پیشکش سنوئا – نینجا تئوری - هورایزن زیرو داون – گوریلا گیمز/ سونی اینتراکتیو اینترتینمنت - نیئا: اتوماتا – پلاتینیوم گیمز - ولفنشتاین ۲: غول جدید – مشین‌گیمز                              | - کاپ‌هد – StudioMDHR - سرنوشت ۲ – بانجی - هورایزن زیرو داون – گوریلا گیمز/ سونی اینتراکتیو اینترتینمنت - پرسونا ۵ – اتلوس - افسانه زلدا: نفس وحش – نینتندو                                                                                         |
| بهترین موسیقی متن | بهترین طراحی صدا |
| - نیئا: اتوماتا – موسیقی از کلیچی اوکوبو - کاپ‌هد – موسیقی از کریستوفر مادیگان - سرنوشت ۲ – موسیقی از میشل سالواتوری - پرسونا ۵ – موسیقی از شوجی مگارو - سوپر ماریو ادیسه – موسیقی از کوجی کوندو - افسانه زلدا: نفس وحش – موسیقی از ماناکی کاتائوکا          | - هل‌بلید: پیشکش سنوئا – نینجا تئوری - سرنوشت ۲ – بانجی - رزیدنت ایول ۷: بایوهازارد – کپ‌کام - سوپر ماریو ادیسه – نینتندو - افسانه زلدا: نفس وحش – نینتندو                                                                                           |
| بهترین عملکرد | تاثیر گذارترین بازی |
| - ملینا یورگنز در نقش سنوئا – هل‌بلید: پیشکش سنوئا - اشلی برچ در نقش الوی – هورایزن زیرو داون - برایان بلوم در نقش بی. جی. – ولفنشتاین ۲: غول جدید - کلودیا بلک در نقش کلوئی فریزر – آنچارتد: میراث گمشده - لورا بیلی در نقش ندیم راس – آنچارتد: میراث گمشده | - هل‌بلید: پیشکش سنوئا – نینجا تئوری - مرا دفن کن، عشقم – پیکسل هانت - لایف ایز استرنج: پیش از طوفان – دک ناین - شبی در چوب ها – اینفینیت فال - لطفا درب من را بزن – لول گیمز - آنچه از ایدث فینچ باقی می ماند – آناپورنا اینتراکتیو                |
| بهترین بازی آنلاین | بهترین بازی مستقل |
| - اورواچ – بلیزارد انترتینمنت - سرنوشت ۲ – بانجی - اتومبیل‌دزدی بزرگ آنلاین – راک‌استار گیمز - پلیرآن‌ناونز بتل‌گراندز – PUBG Corporation - رینبو سیکس: سیج – یوبی‌سافت مونترآل - وارفریم – دیجیتال اکستریمز                                                     | - کاپ‌هد – StudioMDHR - هل‌بلید: پیشکش سنوئا – نینجا تئوری - شبی در چوب ها – اینفینیت فال - پایر – سوپرجاینت گیمز - آنچه از ایدث فینچ باقی می ماند – جاینت اسپارو                                                                                    |
| بهترین بازی موبایل | بهترین بازی قابل حمل |
| - مانیومنت ولی ۲ – آستو گیمز - قهرمانان مدال آتش – اینتلیجنت سیستمز - مردم مخفی – آدرین د یونگ - سفر پیرمرد – بروکن رولز - سوپر ماریو ران – نینتندو | - متروید: بازگشت ساموس – نینتندو - Ever Oasis – گرزو - Fire Emblem Echoes: Shadows of Valentia – اینتلیجنت سیستمز - داستان های مانستر هانتر– کپ کام - جهان یوشی وولی – گود-فیل / نینتندو                                                           |
| بهترین بازی واقعیت مجازی | بهترین بازی اکشن |
| - رزیدنت ایول ۷: بایوهازارد – کپ‌کام - نقطه دور – سونی اینتراکتیو انترتینمنت - Lone Echo – ردی ات دان - پیشتازان فضا: خدمه پل – رد استورم اینترتینمنت - سوپرهات – سوپرهات تیم                                                                                | - ولفنشتاین ۲: غول جدید – مشین گیمز - کاپ‌هد – StudioMDHR - سرنوشت ۲ – بانجی - نی‌او – تیم نینجا - پری – آرکین استودیوز |
| بهترین بازی ماجراجویی | بهترین بازی نقش آفرینی |
| - افسانه زلدا: نفس وحش – نینتندو - اساسینز کرید ریشه‌ها – یوبی‌سافت مونترآل - هورایزن زیرو داون – گوریلا گیمز/ سونی اینتراکتیو اینترتینمنت - سوپر ماریو ادیسه – نینتندو - آنچارتد: میراث گمشده – ناتی داگ/ سونی اینتراکتیو اینترتینمنت                        | - پرسونا ۵ – اتلوس - Divinity: Original Sin II – Larian Studios - فاینال فانتزی ۱۵ – اسکوئر انیکس - نیئا: اتوماتا – پلاتینیوم گیمز - South Park: The Fractured But Whole – یوبیسافت                                                                |
| بهترین بازی مبارزه ای | بهترین بازی خانوادگی |
| - بی‌عدالتی ۲ – ندررلم استودیوز - ARMS – نینتندو - مارول در برابر کپ‌کام: بی نهایت – کپ‌کام - Nidhogg 2 – Messhof Games - تکن ۷ – باندای نامکو انترتینمنت | - سوپر ماریو ادیسه – نینتندو - ماریو کارت ۸ – نینتندو - Mario + Rabbids Kingdom Battle – یوبی‌سافت - سونیک منیا – Christian Whitehead, PagodaWest Games, Headcannon - اسپلاتون ۲ – نینتندو                                                          |
| بهترین بازی استراتژی | بهترین بازی ورزشی |
| - Mario + Rabbids Kingdom Battle – یوبی‌سافت - نبردهای هیلو ۲ – کریتیو اسمبلی و ۳۴۳ اینداستریز - جنگ تمام‌عیار: وارهمر 2 – کریتیو اسمبلی - Tooth and Tail – Pocketwatch Games - XCOM 2: War of the Chosen – فیراکسیس گیمز                                     | - فورتزا موتوراسپورت ۷ – ترن ۱۰ استودیوز - فیفا ۱۸ – الکترونیک آرتس کانادا - گرن توریسمو اسپورت – پولی‌فونی دیجیتال - ان‌بی‌ای ۲کا۱۸ – ۲کی گیمز - فوتبال تکاملی حرفه‌ای ۲۰۱۸ – کونامی - پروژه ماشین‌ها ۲ – اسلایتلی مد                                  |
| بهترین بازی دونفره | بهترین بازی دانش آموزی |
| - پلیرآن‌ناونز بتل‌گراندز – کرافتون - ندای وظیفه: جنگ جهانی دوم – اسلج‌همر گیمز - سرنوشت ۲ (بازی ویدئویی) – بانجی - فورتنایت – اپیک گیمز - ماریو کارت ۸ – نینتندو - اسپلاتون ۲ – نینتندو                                                                       | - Level Squared – دانشگاه فناوری سوینبرن - Falling Sky – دانشگاه ملی فیلم و تلویزیون بیکنزفیلد - From Light – دانشگاه کالیفرنیای جنوبی - Hollowed – دانشگاه مرکز فلوریدا - Impulsion – موسسه اینترنت در مالتی مدیا - Meaning – مؤسسه فناوری دیجی‌پن |

### تعداد نامزدها
| تعداد نامزدی ها | نام بازی                       |
| --------------- | ------------------------------ |
| ۶               | سرنوشت ۲                       |
| ۶               | هورایزن زیرو داون              |
| ۶               | افسانه زلدا: نفس وحش           |
| ۶               | سوپر ماریو ادیسه               |
| ۵               | کاپ‌هد                          |
| ۵               | هل‌بلید: پیشکش سنوئا            |
| ۴               | پرسونا ۵                       |
| ۴               | ولفنشتاین ۲: غول جدید          |
| ۳               | نیئا: اتوماتا                  |
| ۳               | پلیرآن‌ناونز بتل‌گراندز          |
| ۳               | رزیدنت ایول ۷: بایوهازارد      |
| ۳               | آنچارتد: میراث گمشده           |
| ۳               | آنچه از ایدث فینچ باقی می ماند |
| ۲               | اورواچ                         |
| ۲               | اسپلاتون ۲                     |

| تعداد جوایز | نام بازی             |
| ----------- | -------------------- |
| ۳           | کاپ‌هد                |
| ۳           | هل‌بلید: پیشکش سنوئا  |
| ۳           | افسانه زلدا: نفس وحش |
| ۲           | اورواچ               |